# アメリカ洞窟学会
アメリカ洞窟学会（アメリカどうくつがっかい、National Speleological Society, 略称：NSS）は、アメリカ合衆国における、洞窟の探検、保全、研究を目的とする団体。1941年にワシントンD.C.で設立された。現在はアラバマ州ハンツヴィルに事務局を置く。
洞窟潜水を専門とするCave Diving Section（NSS-CDS）をはじめ、American Spelean History；Arts and Letters；Biology；Cave Geology & Geography；Cave Photography；Communications & Electronics；Conservation & Management；Digging ；Human Sciences ；Medical；Speleophilatelic；Survey & Cartography；Vertical；Videoなど、15のSectionがある。